# 桂茂之
桂茂之（1430年—？年），字廷秀，四川成都府成都縣人，明朝政治人物。
景泰五年（1454年）甲戌科第三甲第七十二名進士。官广东右参政。